# LATAM Airlines Ecuador
LATAM Ecuador è una compagnia aerea dell'Ecuador ed è una sussidiaria di LATAM Airlines Group. Il vettore ha sede a Guayaquil mentre i suoi hub principali sono l'Aeroporto Internazionale José Joaquín de Olmedo e l'Aeroporto Internazionale Mariscal Sucre.

## Storia
LATAM Ecuador è stata fondata nel luglio 2002 come LAN Ecuador ed ha iniziato le operazioni di volo il 28 aprile 2003. Era di proprietà di Translloyd (55%) e LAN Airlines (45%). Il 24 dicembre 2008, LATAM Ecuador ha ricevuto l'approvazione per iniziare le operazioni domestiche, che sono state lanciate alla fine di marzo 2009 con aeromobili Airbus A318.

## Flotta

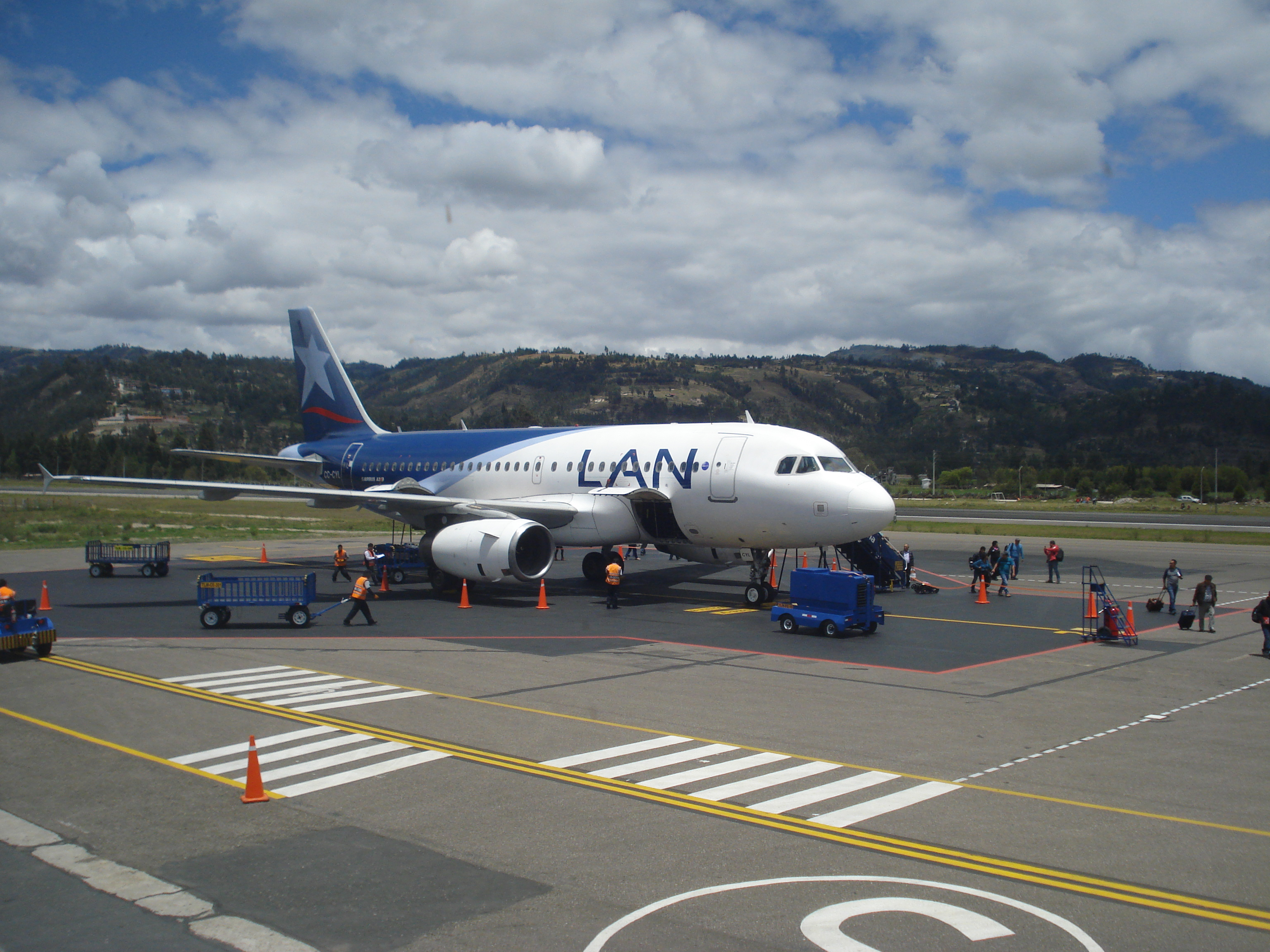
Un Airbus A319-100 di LATAM Ecuador.

A gennaio 2021 la flotta LATAM Ecuador risulta composta dai seguenti aerei

## Flotta storica

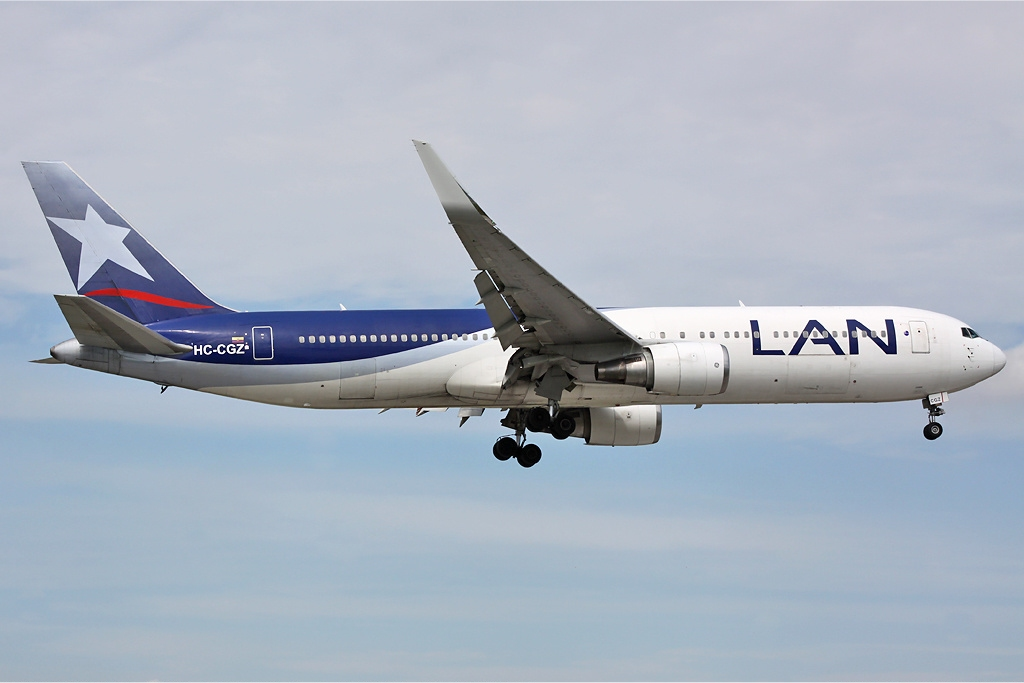
Un Boeing 767-300ER di LAN Ecuador.

Nel corso degli anni LATAM Ecuador ha operato con i seguenti modelli di aeromobili: